# Годлик (крепость)
Кре́пость Го́длик — средневековое фортификационное сооружение на берегу Чёрного моря, в устье реки Годлик, Лазаревский район города Сочи, Краснодарский край, Россия. Располагается на улице Курской в микрорайоне Чемитоквадже, поэтому иногда в литературе крепость именуется крепость Чемитоквадже.

## История
Крепость функционировала на протяжении длительного времени и имеет два исторических периода её использования — византийский и генуэзский. По мнению Ю. Н. Воронова, эти периоды датируются V—VIII и XIV—XV веками, по мнению руководителя Лооской археологической экспедиции, проводившей в 1992—1993 годах расчистку и обмер объекта, Б. Б. Овчинниковой — VII—X и XIV—XV веками. При строительстве была использована характерная для римско-византийской эпохи традиция кладки — двухпанцирная со внутренней забутовкой.
На территории крепости обнаружены фрагменты керамики, в том числе «хазарской» посуды.
В генуэзский период была достроена дополнительная стена техникой итальянских фортификаций — «В ёлочку».
В новейшее время крепость и долина реки Годлик стала известна битвой российских войск с убыхами в 1864 году.